# Al-Ara
Al-Ara fou una antiga vila del Iemen a l'oest d'Aden, a la costa sud (a uns 3 km de la mar), al territori dels Subayhi o Subayha, entre Umayra (Khor Omeira) i Sukya (Sukayya). Centre de caravanes fou la seu dels Banu Mushammir (vers segle xi al XV).
El canvi de les rutes de comerç al segle xvi va comportar el seu despoblament. El seu nom es conserva en Bir Ara i en el cap d'Ara (Ras Ara) que és el punt més meridional de la península d'Aràbia i correspon al clàssic Promontorium Ammonium.